# 高雄市私立國際高級商工職業學校
高雄市私立國際高級商工職業學校（簡稱國際商工）為一所曾位於高雄市苓雅區的私立高職，1948年創立於臺南市，2022年8月正式退場。

## 校史
- 1948年陳韜、李亞頻夫婦於台南市協進路創辦國際無線電訊技術人員養成所。
- 1950年，遷校於高雄市光華路。
- 1952年，奉准改制為國際電訊職業補習學校。
- 1954年，升格為國際高級電訊學校。
- 1955年，增設新科改制為國際工業職業學校。
- 1956年，向高雄市政府租地遷校至高雄市三多二路現址。
- 1961年，增辦商業科，易名為國際高級商工職業學校，並增設「國際初級中學」。
- 1965年配合政策與需求，初級中學停招並改回國際高級商工職業學校。原址亦增設專科，校名為國際商業專科學校。
- 1967年，奉准附設高級商工職業進修補習學校。
- 1986年，陸續與美國密蘇里州哥倫比亞學院、鳳本麗學院、麥肯爵學院締結姊妹校，並與哥倫比亞學院進行交流遊學活動。
- 1989年，與日本沖繩情報科學專門學校締結姊妹校，辦理教學交流。
- 1990年，國際商業專科學校由於多項弊案及爭議、且與國際商工共用校區校舍以致校產難以釐清，而遭教育部勒令停辦並解散。
- 1993年，與日本淑德高等學校締結姊妹校，並進行交流活動。
- 1997年，試辦綜合高中。
- 1998年，招收實用技能班，成為兼具高中及高職之中學。
- 2001年，增設餐飲管理科，職業類科學程：資訊科、電子科、機械科、商業經營科、資料處理科、餐飲管理科等。 先後與大葉大學、和春技術學院、大仁科技大學簽訂合作夥伴關後合作內容包括進修教育，推廣教育及幼兒教育等。
- 2005年，與實踐大學締結垂直教育合作夥伴關係。與美國密蘇里州林登伍德大學締結姊妹校。其後又陸續與南密蘇里州立大學、威廉伍德大學等美國多所大學締結姊妹校。 餐飲科招收建教班。
- 2006年，建教班增設資訊科。首創手機維護、捷運管理等課程。
- 2008，年與國立中山大學、國立高雄第一科技大學、國立高雄餐旅大學、高雄海洋科技大學建立策略聯盟。
- 2009年，與高苑科技大學、東方設計學院、永達技術學院建立策略聯盟。
- 2022年3月，向教育部申請停辦，5月通過申請後開始輔導學生轉學，8月正式停招，校地交還高雄市政府。
- 2025年4月，校舍開始拆除；高雄市政府推動校地轉作捷運聯開及國立中山大學醫學院預定地。